# 修城禁火司
修城禁火司，是李氏朝鮮為防火而設的官廳。
1426年(朝鮮世宗8年)2月26日，把禁火都監與城門都監職務統合，設修城禁火都監，1460年(世祖6年)李氏朝鮮進行大幅人事削減與廢止不要不急之官廳，修城禁火都監因此廢止。它建設的工作由工曹繼承，消防的工作由漢城府繼承，廢止時間達35年。後朝鮮成宗時代火事頻發，1481年(成宗12年)3月奏請復設禁火都監，之後升格為修城禁火司。

## 概要
修城禁火司的業務是宮殿官廳的建設和修築，防火和提防火災後發生偷盗。